# Maud (Schiff, 2019)
Die Maud (Schiffskennung A530) ist ein Versorgungsschiff der Kongelige Norske Marine. Benannt ist das Schiff nach Maud von Großbritannien und Irland, der Ehefrau des ersten Königs des unabhängigen Königreichs Norwegen.

## Allgemeines
Die Maud wurde 2013 bei der südkoreanischen Daewoo Shipbuilding & Marine Engineering in Auftrag gegeben. Sie ist eine kleinere Variante der von der gleichen Werft gebauten Tide-Klasse für die Royal Fleet Auxiliary. Das Schiff lief am 4. Juni 2016 vom Stapel und wurde am 16. November 2018 an die norwegische Marine übergeben. Auf der Überführungsfahrt nach Norwegen wurden bereits die ersten Funktionsnachweise und Erprobungen absolviert. Nach einem Zwischenstopp in Willemstad lief die Maud am 29. März 2019 in Haakonsvern, dem Heimatstützpunkt, ein. Dort wurde das Schiff am 21. Mai 2019 in Dienst gestellt.

## Einsatzspektrum
Die Maud soll vorrangig Kriegsschiffe mit Betriebsstoffen, Verbrauchsgütern, Proviant und Munition versorgen und kann diese Güter auch per Seeversorgung übergeben. Darüber hinaus ist das Schiff für SAR- und humanitäre Einsätze vorgesehen. Die Maud kann zwei Bordhubschrauber mitführen und hat ein Lazarett mit 48 Betten.